# Prays oliviella
Prays oliviella is een vlinder uit de familie Praydidae. De wetenschappelijke naam van de soort werd in 1837 gepubliceerd door Boyer.